# Aesalus himalayicus
Aesalus himalayicus es una especie de coleóptero de la familia Lucanidae.

## Distribución geográfica
Habita en Sikkim y Bengala en la  (India) y  Nepal.